# Musikalbum
Ein Musikalbum (kurz Album) oder auch Langspielplatte bzw. Long Play (kurz LP) ist in der Musikindustrie die Bezeichnung für eine vom Tonträger unabhängige Zusammenstellung von mehreren Musikstücken eines Interpreten, einer Musikgruppe, eines Komponisten oder zu einem Thema. Andere Präsentationsformen sind die Single und die einen Übergang zwischen Album und Single bildende EP.
Entsprechend den Richtlinien der deutschen Musikcharts gilt eine Zusammenstellung als Album, wenn sie mehr als fünf Musikstücke (Einzeltitel) enthält oder eine Spielzeit von mehr als 23 Minuten hat. Remixe zählen im Sinne dieser Definition nicht. Ein einzelnes Stück auf dem Album, der EP oder der Single wird auch mit dem Begriff Titel (englisch Track) bezeichnet, der rechtlich jedoch vom Musiktitel zu unterscheiden ist. Das Inhaltsverzeichnis des Tonträgers heißt demzufolge Titelliste (englisch Tracklist).

## Geschichte

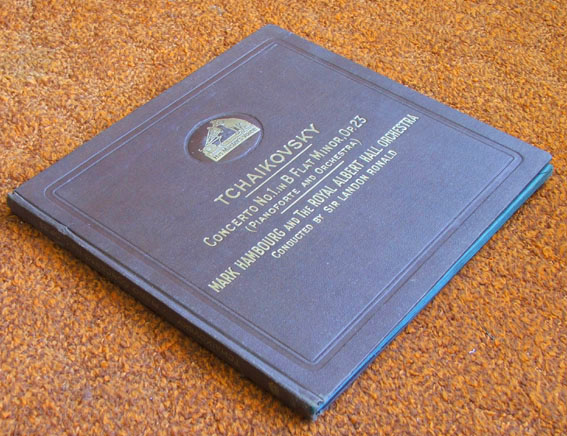
Schallplatten als „Album“

Die Verwendung des Begriffes Album im Tonträgergeschäft hat ihren Ursprung bereits in der Anfangszeit der Schallplattenherstellung. Schellackplatten wiesen je nach Durchmesser nur eine Abspielzeit von drei bis fünf Minuten pro Plattenseite auf. Eine komplette Wagner-Oper kam somit auf bis zu dreißig beidseitig bespielte Platten, die in speziellen buchartigen Alben angeboten wurden. Diese waren aus stabiler Pappe, die mit getrennten Taschen für jede einzelne Platte versehen waren und daneben oft einige Textseiten mit Informationen zum jeweiligen musikalischen Werk enthielten. Die ersten dieser schweren und unhandlichen „Plattenalben“, die auf den ersten Blick tatsächlich Fotoalben ähnelten, brachte das Plattenlabel Odeon bereits um 1905 auf den Markt.
Schellackplatten-Alben waren trotz dieser offensichtlichen Nachteile mehr als fünfzig Jahre lang für die Plattenindustrie ein wichtiger Umsatzfaktor. Sie wurden überflüssig, als um 1950 die ersten marktreifen Langspielplatten erschienen. Nun enthielt eine einzige Schallplatte so viel Klangmaterial wie zuvor ein ganzes Album – daher übertrug sich der eigentlich sinnlos gewordene Begriff auf das neue Medium; „Album“ wurde umgangssprachlich zum Synonym für „Langspielplatte“; später übernahm man das Wort teilweise auch für Compact Discs mit entsprechend langer Spieldauer. Das meistverkaufte Musikalbum ist Their Greatest Hits 1971-1975 der Eagles.
Im Jahr 2003 veröffentlichte das US-amerikanische Musikmagazin Rolling Stone eine Liste mit den 500 besten Alben aller Zeiten. In der ersten Dekade des 21. Jahrhunderts hat sich die Anzahl der Alben verdoppelt, die pro Jahr in den USA veröffentlicht wurden.

## Albumcover
Ein Musikalbum wurde früher als Einheit zwischen dem Tonträger und dem zugehörigen Schallplattencover aufgefasst. Das Größenformat eines Schallplatten-Albums (31,5 × 31,5 cm) erlaubte auf der Vorderseite ein Coverdesign, während auf der Rückseite meist Liner Notes und/oder die Titelliste untergebracht waren. Die Designfunktion ist bei Musikalben im Format der CD oder früher bei der MC eher von untergeordneter Bedeutung.

## Heutige Verwendung
Heute erscheinen Alben auf Vinyl-Schallplatten, auf CDs und per Musikstreaming. Beim Herunterladen oder Streamen über das Internet wird kein physisches Produkt bezogen. Es ist möglich, nur einzelne Titel zu beziehen, im Gegensatz zum Erwerb eines vollständigen Albums. Veröffentlichungen von Musikstücken finden dennoch häufig in Form eines Albums statt, unabhängig davon, ob dieses Album auch tatsächlich physisch im Handel erscheint. Der Zusammenhang der einzelnen Titel wird dann unter anderem dargestellt durch: einen gemeinsamen Albumnamen, ein gemeinsames Artwork und eine vorgeschlagene Abspielreihenfolge, so wie es auch bei einem physischen Tonträger der Fall ist.

## Besondere Arten

### Studioalbum/Livealbum
Ein Studioalbum ist ein Musikalbum, das in einem Tonstudio aufgenommen wurde. Im Gegensatz dazu enthält ein Livealbum einen Mitschnitt eines Konzerts.

### Debütalbum
Das Debütalbum ist das erste veröffentlichte Album eines Künstlers oder einer Band. Das erfolgreichste Debütalbum einer Band ist Boston (1976) von der gleichnamigen Band, von dem in den USA 17 Millionen Stück verkauft wurden – mit großem Abstand gefolgt von Business as Usual (1981/82) von Men at Work mit 6 Millionen. In zahlreichen Statistiken wird allerdings noch vor Boston das Album Appetite for Destruction von  Guns n’ Roses aus dem Jahr 1987 geführt, von dem in den USA 18 Millionen Exemplare verkauft wurden. Es gilt überwiegend als Debütalbum der Gruppe, da ihre Erstveröffentlichung Live ?!*@ Like a Suicide (1986) eine EP war, diese aber üblicherweise nicht als Album gelten.
Als erfolgreichstes Debütalbum eines weiblichen Künstlers in den Vereinigten Staaten galt bis Ende der 1990er Jahre mit 13 Millionen verkauften Exemplaren Whitney Houstons gleichnamiges Album aus dem Jahr 1985. 1999 wurde sie von Britney Spears übertroffen, die in den USA über 14 Millionen Exemplare ihres Debütalbums … Baby One More Time verkaufte. Abgelöst wurde Spears neun Jahre später von Lady Gaga, deren Debütalbum The Fame von 2008 sich in den USA 15 Millionen Mal verkaufte.

### Original-Cast-Album
Dieses Format kam ab 1943 mit Verbreitung der Broadway-Shows und insbesondere der Musicals auf. Hierauf ist die Originalbesetzung der Bühne zu hören. Oft wird das Album aus der Broadway-Produktion Oklahoma! als erstes Album dieser Art genannt (6 Platten mit 78rpm), wofür sich Decca Records am 2. Dezember 1943 das Urheberrecht sicherte. Das Original-Cast-Album gilt als ein wesentliches Element der heutigen Musicals.

### Tributealbum
Ein Tributealbum ist ein Musikalbum, das ausschließlich Coverversionen von Titeln eines bestimmten Musikers enthält, die von anderen Künstlern eingespielt wurden. Damit drücken die beteiligten Personen ihre Anerkennung (Englisch Tribute) gegenüber dem ursprünglichen Interpreten aus.

### Weitere Albenarten
Als Greatest-Hits-Album (auch Best-of oder Kompilation) wird ein Album bezeichnet, das die erfolgreichsten Hits eines Interpreten beinhaltet. In der Regel umfasst ein solches Album hauptsächlich Singles; wenn es ausschließlich Singles beinhaltet, wird es auch unter der Bezeichnung Singles Collection vermarktet. 
Als Doppelalbum bezeichnet man eine Zusammenstellung von zwei Tonträgern, die unter einem gemeinsamen Cover veröffentlicht werden. Bei mehr als zwei Tonträgern spricht man von einer Box bzw. von einem Boxset. Teilweise enthalten bestimmte Auflagen eines Albums regional oder zeitlich begrenzt einen oder mehrere Bonustracks. Manche Alben werden als Limited Edition mit einer begrenzten Auflagenzahl in den Handel gebracht.
Ein Soloalbum ist ein Album, für dessen Inhalt ein einzelner Künstler verantwortlich ist und nicht eine Musikgruppe oder Band. Ein Album, das sich mit einem bestimmten Thema befasst, heißt Konzeptalbum. Ein Remixalbum enthält hauptsächlich Remixe, also neue Versionen von zuvor bereits veröffentlichten Stücken eines Künstlers.

## Meistverkaufte Alben
Mit 67 Millionen Exemplaren ist  Thriller von Michael Jackson  das weltweit meistverkaufte Album.
Weitere Rekorde, siehe
- Liste der meistverkauften Musikalben
- Liste der meistverkauften durch den BVMI zertifizierten Musikalben in Deutschland